# Rarities, B-Sides and Other Stuff
Cet article possède un paronyme, voir B-Sides and Rarities.
Rarities, B-Sides and Other Stuff est un album de Sarah McLachlan sorti en 1996, édité par Nettwerk.

## Liste des plages
- Dear God
- I Will Remember You
- Fear (LunaSol Remix)
- Gloomy Sunday (Live)
- Full Of Grace
- Song For A Winter's Night
- Blue
- Drawn To The Rhythm (Live)
- Shelter (Violin Mix)
- As The End Draws Near (Extended Remix)
- Vox (Extended Remix
- Into The Fire (Extended Remix)
- Possession (Rabbit in the Moon Remix)